# Razzie Award du pire prequel, remake, plagiat ou suite
Le Razzie Award du pire prequel, remake, plagiat ou suite est une récompense cinématographique américaine décernée chaque année depuis 1994, excepté en 1997 et en 2000.

## Années 1990
- 1995 : Wyatt Earp (Warner Bros.)
  - Le Flic de Beverly Hills 3 (Paramount Pictures)
  - L'Or de Curly (Columbia Pictures / Castle Rock Entertainment)
  - La Famille Pierrafeu (Universal Studios)
  - Rendez-vous avec le destin (Warner Bros.)
- 1996 : Les Amants du nouveau monde (Hollywood Pictures)
  - Ace Ventura en Afrique (Warner Bros.)
  - Docteur Jekyll et Ms Hyde (Savoy Pictures)
  - Showgirls (Metro-Goldwyn-Mayer) / (United Artists)
  - Le Village des damnés (Universal Studios)
- 1998 : Speed 2 : Cap sur le danger (20th Century Fox)
  - Batman et Robin (Warner Bros.)
  - Maman, je m'occupe des méchants ! (20th Century Fox)
  - Le Monde perdu : Jurassic Park (Universal Studios)
  - McHale's Navy (Universal Studios)
- 1999 : Chapeau melon et bottes de cuir (Warner Bros.)
- 1999 : Godzilla (TriStar Pictures)
- 1999 : Psycho (Universal Pictures)
  - Perdus dans l'espace (New Line Cinema)
  - Rencontre avec Joe Black (Universal Studios)

## Années 2000
- 2001 : Blair Witch 2 : Le Livre des ombres (Artisan Entertainment)
  - Le Grinch (Universal Studios)
  - Les Pierrafeu à Rock Vegas (Universal Studios)
  - Get Carter (Warner Bros.)
  - Mission impossible 2 (Paramount Pictures)
- 2002 : La Planète des singes (20th Century Fox)
  - Crocodile Dundee 3 (Paramount Pictures)
  - Jurassic Park 3 (Universal Studios)
  - Pearl Harbor (Touchstone Pictures)
  - Sweet November (Warner Bros.)
- 2003 : À la dérive (Screen Gems)
  - Espion et demi (Columbia Pictures)
  - Les Aventures de Mister Deeds (Columbia Pictures|Columbia / New Line Cinema)
  - Pinocchio (Miramax Films)
  - Star Wars, épisode II : L'Attaque des clones (20th Century Fox)
- 2004 : Charlie's Angels : Les Anges se déchaînent ! (Columbia Pictures)
  - 2 Fast 2 Furious (Universal Studios)
  - Dumb and Dumberer : Quand Harry rencontra Lloyd (New Line Cinema)
  - From Justin to Kelly (20th Century Fox)
  - Massacre à la tronçonneuse (New Line Cinema)
- 2005 : Scooby-Doo 2 : Les monstres se déchaînent (Warner Bros.)
  - Alien vs. Predator (20th Century Fox)
  - Anacondas : À la poursuite de l'orchidée de sang (Screen Gems)
  - Le Tour du monde en quatre-vingts jours (Walt Disney Pictures)
  - L'Exorciste : Au commencement (Warner Bros.)
- 2006 : Le Fils du Mask (New Line Cinema)
  - Ma sorcière bien-aimée (Columbia Pictures)
  - Deuce Bigalow : Gigolo malgré lui (Columbia Pictures)
  - Shérif, fais-moi peur (Warner Bros.)
  - La Maison de cire (Warner Bros.)
- 2007 : Basic Instinct 2 (Columbia Pictures)
- 2007 : Little Man (film, 2006) (Revolution Studios)
  - Big Mamma 2 (20th Century Fox)
  - Garfield 2 (20th Century Fox)
  - Super Noël 3 : Méga Givré ([Walt Disney Pictures)
  - Massacre à la tronçonneuse : Le Commencement (New Line Cinema)
  - The Wicker Man (Warner Bros.)
  - Raympnd (Walt Disney Pictures)
  - Poséidon (Warner Bros.)
  - La Panthère rose (Metro-Goldwyn-Mayer)
- 2008 : I Know Who Killed Me (TriStar Pictures)[1].
- 2008) : École paternelle 2 (TriStar Pictures)
  - On arrête quand ? (Columbia Pictures)
  - Bratz : In-sé-pa-rables ! (Lions Gate)
  - Big Movie (20th Century Fox)
  - Who's Your Caddy? (Metro-Goldwyn-Mayer / Dimension Films)
  - Hostel, chapitre II (Lions Gate)
  - Aliens vs. Predator: Requiem (20th Century Fox)
  - Hannibal Lecter : Les Origines du mal (Dino De Laurentiis Company)
  - Evan tout-puissant (Universal Pictures)
- 2009 : Indiana Jones et le Royaume du crâne de cristal (Paramount Pictures / Lucasfilm)
  - Le Jour où la Terre s'arrêta (20th Century Fox)
  - Film catastrophe (Lions Gate / 20th Century Fox)
  - Speed Racer (Warner Bros.)
  - Star Wars: The Clone Wars Lucasfilm / Warner Bros.

## Années 2010
- 2010 : Le Monde (presque) perdu (Universal Studios)
  - G.I. Joe : Le Réveil du Cobra (Paramount Pictures / Hasbro)
  - La Panthère rose 2 (Columbia Pictures / Metro-Goldwyn-Mayer)
  - Transformers 2 : La Revanche (DreamWorks Pictures / Paramount Pictures / Hasbro)
  - Twilight, chapitre II : Tentation (Summit Entertainment)
- 2011 : Sex and the City 2 (New Line Cinema)
  - Le Choc des Titans (Warner Bros.)
  - Le Dernier Maître de l'air (Paramount Pictures|Paramount) / (Nickelodeon Movies|Nickelodeon)
  - Twilight, chapitre III : Hésitation (Summit Entertainment)
  - Mords-moi sans hésitation (20th Century Fox)
- 2012 : Jack et Julie (Columbia Pictures)
  - Arthur, un amour de milliardaire (Warner Bros.)
  - Bucky Larson : Super star du X (Columbia Pictures)
  - Very Bad Trip 2 (Warner Bros.)
  - Twilight, chapitre IV : Révélation, 1re partie (Summit Entertainment)
- 2013 : Twilight, chapitre IV : Révélation, 1re partie (Summit Entertainment)
  - Ghost Rider 2 : L'Esprit de vengeance (Columbia Pictures)
  - Madea : Protection de témoins (Lionsgate Entertainment)
  - Piranha 2 3D (Dimension Films)
  - L'Aube rouge (FilmDistrict)
- 2014 : Lone Ranger : Naissance d'un héros ([Walt Disney Pictures)
  - Copains pour toujours 2 (Columbia Pictures)
  - Very Bad Trip 3 (Warner Bros.)
  - Scary Movie 5 (The Weinstein Company)
  - Les Schtroumpfs 2 (Columbia Pictures)
- 2014 : Annie (Columbia Pictures)
  - Atlas Shrugged Part III: Who Is John Galt? (en) (Atlas Distribution Company)
  - La Légende d'Hercule (Summit Entertainment)
  - Ninja Turtles (Paramount Pictures), (Nickelodeon Movies)
  - Transformers : L'Âge de l'extinction (Paramount Pictures), (Hasbro)
- 2016 : Les 4 Fantastiques (20th Century Fox)
  - Alvin et les Chipmunks : À fond la caisse (20th Century Fox)
  - La Machine à démonter le temps 2 (Paramount Pictures)
  - The Human Centipede III (Final Sequence) (IFC Midnight)
  - Paul Blart 2 : Super Vigile à Las Vegas (Columbia Pictures)
- 2017 : Batman v Superman : L'Aube de la justice (Warner Bros.)
  - Alice de l'autre côté du miroir (Walt Disney Pictures)
  - Cinquante Nuances de black (Open Road Films)
  - Independence Day: Resurgence (20th Century Fox)
  - Ninja Turtles 2 (Paramount Pictures), (Nickelodeon Movies)
  - Zoolander 2 (Paramount Pictures)
- 2018 : Cinquante Nuances plus sombres (Universal Pictures)
  - Baywatch : Alerte à Malibu (Paramount Pictures|Paramount)
  - Boo 2! A Madea Halloween (Lionsgate)
  - La Momie (Universal Pictures)
  - Transformers: The Last Knight (Paramount Pictures)
- 2019 : Holmes et Watson (Columbia Pictures)
  - Death of a Nation (en) (Quality Flix)
  - Death Wish (Metro-Goldwyn-Mayer)
  - En eaux troubles (Warner Bros.)
  - Robin des Bois (Summit Entertainment)

## Années 2020
- 2020 : Rambo: Last Blood (Lionsgate)
  - X-Men: Dark Phoenix (20th Century Fox)
  - Godzilla 2 : Roi des monstres  (Warner Bros.)
  - Hellboy (Lionsgate)
  - A Madea Family Funeral (Lionsgate)
- 2021 : Le Voyage du Docteur Dolittle (Universal Pictures)
  - Nightmare Island (Columbia Pictures)
  - Hubie Halloween (Netflix)
  - 365 Jours (Next Film)
  - Wonder Woman 1984 (Warner Bros.)
- 2022 : Space Jam : Nouvelle Ère (Warner Bros.)
  - Karen (Quiver Distribution)
  - Tom et Jerry (Warner Bros.)
  - Twist (en) (Sky Cinema)
  - La Femme à la fenêtre (Netflix)
- 2023 : Pinocchio (Disney+) 
  - Blonde (Netflix)
  - Firestarter (Universal Pictures)
  - Jurassic World : Le Monde d'après (Universal Pictures)
  - 365 Jours : Au lendemain & 365 Jours : L'Année d'après (Netflix)

- 2024 : Winnie-the-Pooh: Blood and Honey
  - Ant-Man et la Guêpe : Quantumania
  - L'Exorciste : Dévotion
  - Expendables 4
  - Indiana Jones et le Cadran de la destinée (Indiana Jones and the Dial of Destiny)

- 2025 : Joker : Folie à deux
  - The Crow
  - Kraven the Hunter
  - Mufasa : Le Roi lion
  - Rebel Moon - Partie 2 : L'Entailleuse